# Inmigración angoleña en Argentina
La inmigración angoleña en Argentina es un movimiento migratorio desde Angola hacia la Argentina. La gran mayoría de los angoleños llegaron como esclavos durante la colonia española entre los siglos XVI a XIX. Actualmente, los afroargentinos son el 0,8% de la población argentina[cita requerida], la mayor parte de ellos poseen ascendencia parcial de Angola.

## Historia
Desde el siglo XV se exportaron grupos de esclavos africanos al territorio de la actual Argentina. Desde el siglo XVI, la mayoría de los africanos traídos a la Argentina pertenecía a grupos étnicos que hablan lenguas bantúes, procedentes de los territorios que comprenden la actual República del Congo, la República Democrática del Congo, Angola y Mozambique. Muchos de estos esclavos fueron comprados en Brasil, país en donde la mayoría de los esclavos provenían de estos países, sobre todo de Angola. Entre 1680 y 1777 llegaron, al menos, 40.000 esclavos a la región del Río de la Plata, mientras que entre esta última fecha y 1812, cuando se interrumpió el tráfico, unos 70.000 se desembarcaron en Buenos Aires y Montevideo. El 22 por ciento de los cuales llegó directamente de África provenientes del Congo y Angola. Aunque varios de ellos murieron en los barcos.
De los cuatro puertos de África central y occidental donde se enviaron esclavos, Loango, Cabinda, Luanda y Benguela, las últimas tres pertenecen hoy a Angola. Además, así se nombraron a varios grupos de esclavos en la colonia rioplatense (la de Benguela, la de Cabinda, etc.). Estos esclavos fueron vendidos en los puertos, algunos estaban allí y los demás fueron enviados al interior, en Córdoba, San Miguel de Tucumán y Salta donde fueron presentados los mercados. Los esclavos trabajaban en granjas y ranchos, fueron empleados en el servicio doméstico de las familias ricas de las ciudades, o como trabajadores de panaderías, molinos, fábricas de ladrillos y talleres de artesanos. Otros fueron contratados como jornaleros, ganando un sueldo y se lo dan a sus amos. Eso les permitió ahorrar dinero al tratar de acceder a lo más buscado durante toda su vida: la libertad. Algunos podían "comprárselo a sus amos" o lo obtenían al envejecer.
Después de la Revolución de Mayo en 1810 se prohibió el comercio de esclavos y luego se sancionó la libertad de vientres, pero no se abolió la esclavitud. Con la Guerra de la Independencia Argentina, a los hombres esclavos que entraban en el ejército tenían la promesa de terminar libres al terminar el servicio. Su participación fue muy importante, especialmente en el Ejército de los Andes, donde constituyeron el grueso de la infantería. Esto significó que muchos angoleños fueron fundamentales para asegurar la independencia de lo que se convirtió en Argentina. En el período colonial, los negros libres se reunieron en "naciones" que agrupaban a las personas que habían sido capturados en la misma región. En Buenos Aires sobresalían los esclavos del Congo y Angola. Se reunían los domingos en espacios llamados "contenedores" o "tangos", donde se realizan bailes. Después de la independencia fueron reemplazados por "Sociedades Africanas", controladas por el Estado, que recaudó fondos para comprar la libertad de los esclavos, los préstamos otorgados, masas organizadas para los antepasados y realizó danzas que recreaban los lazos de la comunidad. Entre estas sociedades, la corriente de Benguela, Angola y Cabinda tenían origen angoleño.